# Oranjekazerne (Den Haag)

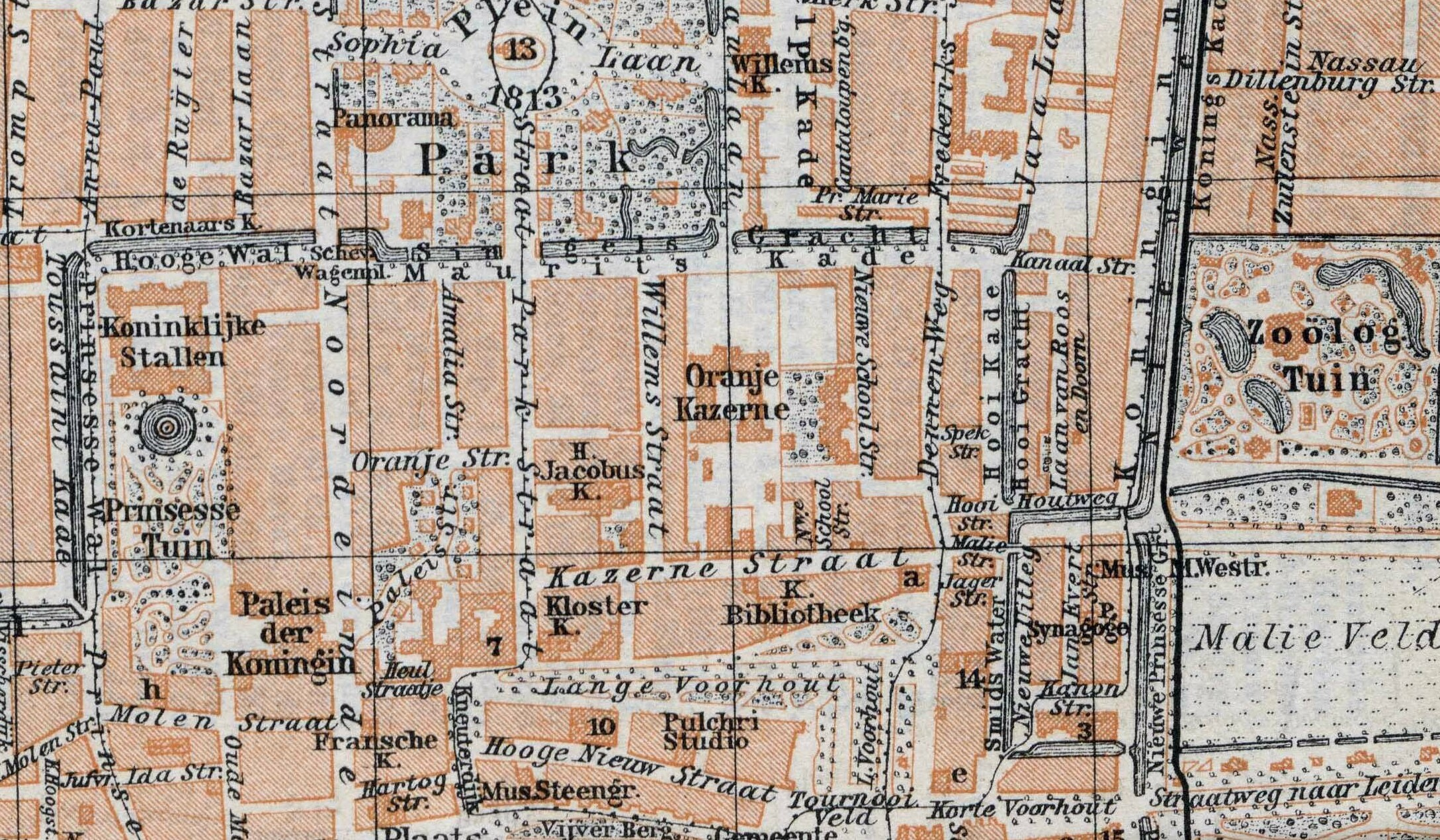
Detailkaart van Den Haag uit 1905 met daarop de Oranjekazerne in het midden.

De Oranjekazerne was een infanteriekazerne in de Kazernestraat in Den Haag. Het complex werd tussen 1824 en 1825 gebouwd en is op 6 tot 7 maart 1919 tot de grond toe afgebrand. De Kazernestraat is in 1844 vernoemd naar de Oranjekazerne.
De Oranjekazerne werd gebouwd in de tuin van de Koninklijke Bibliotheek, voorheen gesitueerd in Huis Huguetan aan het Lange Voorhout. Tegenwoordig is dit het voormalige kantoorgebouw van de Hoge Raad en sinds 2021 is hier de Eerste Kamer gezeteld. De tuin liep destijds door tot aan de Noordsingel, de huidige Mauritskade, waar de ingang van de kazerne kwam te liggen. Het gebouw werd ontworpen door stadsarchitect Zeger Reyers. De eerste steen werd op 20 april 1824 gelegd door de kroonprins, de latere koning Willem II. De Oranjekazerne werd gebruikt door het keurregiment Grenadiers en Jagers. Zij zouden na de brand een nieuw onderkomen krijgen in Kamp Waalsdorp.
Naast de ingang van de Oranjekazerne stond het ouderlijk huis van Louis Couperus. Op de plek waar de kazerne heeft gestaan, bevindt zich nu het Louis Couperusplein. Ten zuiden daarvan ligt de Kazernestraat. De naam van de Oranjekazerne te Schaarsbergen herinnert aan de oorspronkelijke Haagse Oranjekazerne.